# Johannes Jacobus Delia

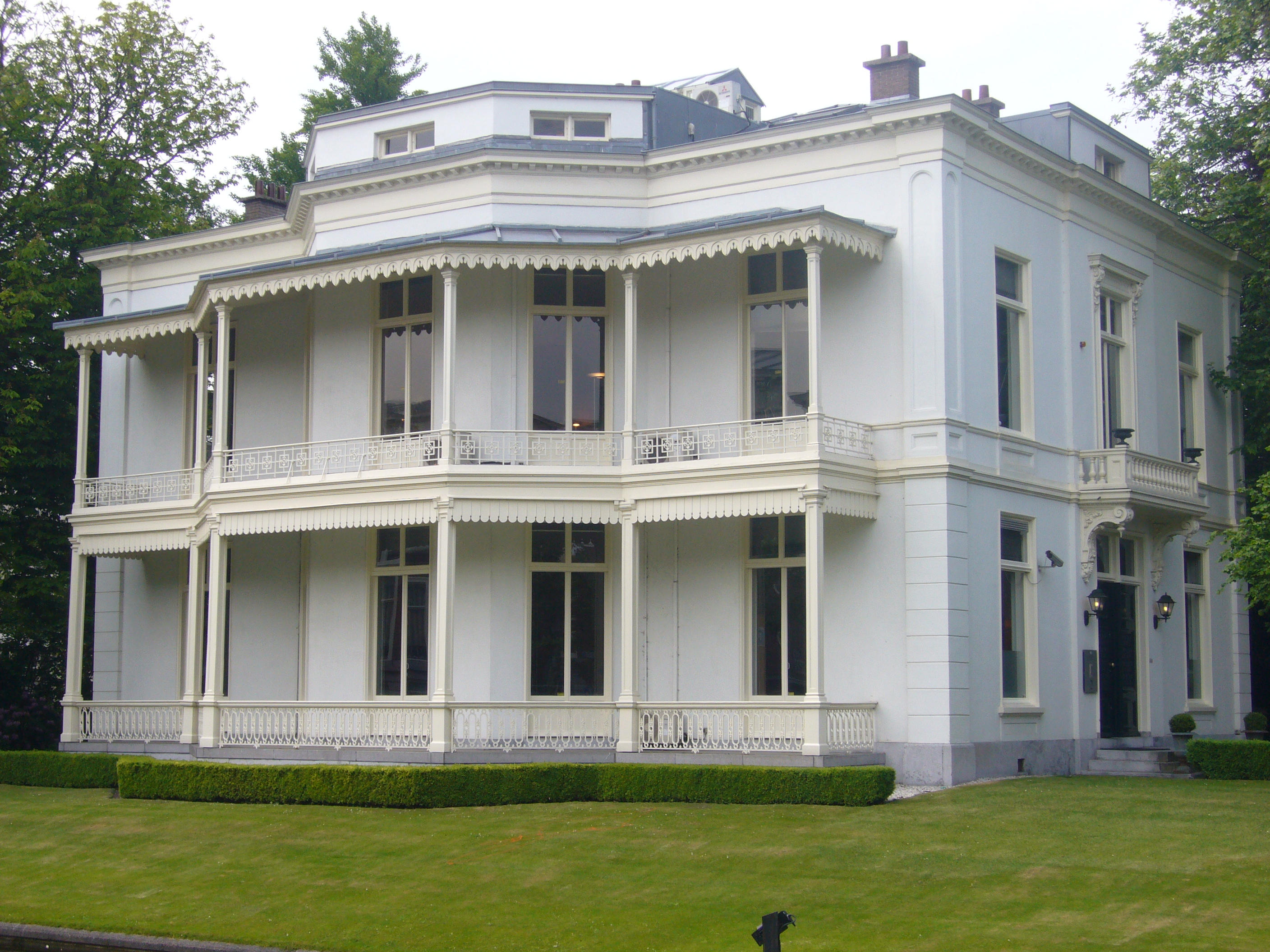
Alexanderstraat 2: Delia's huis

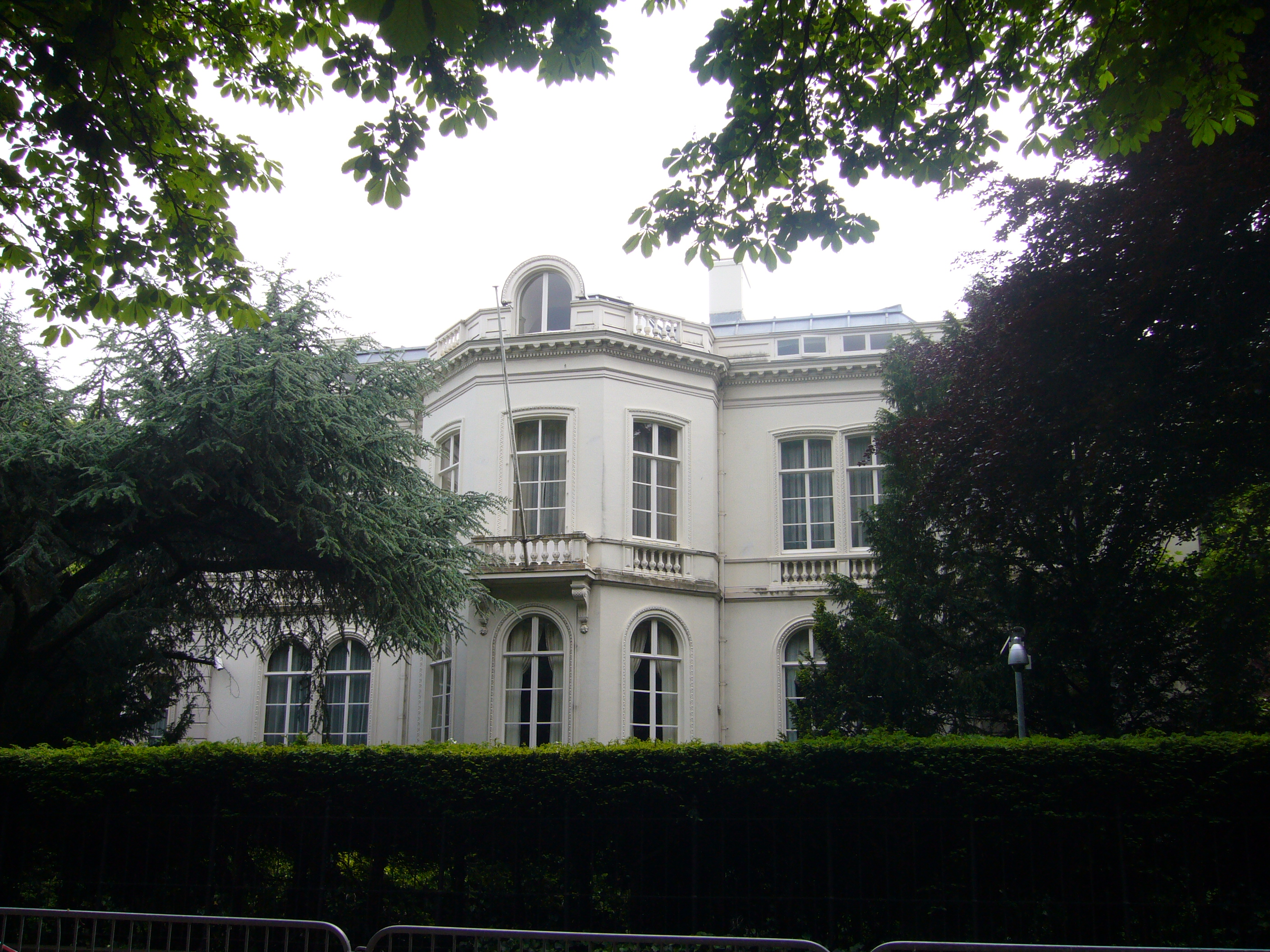
Plein 1813 nr 1: Britse residentie

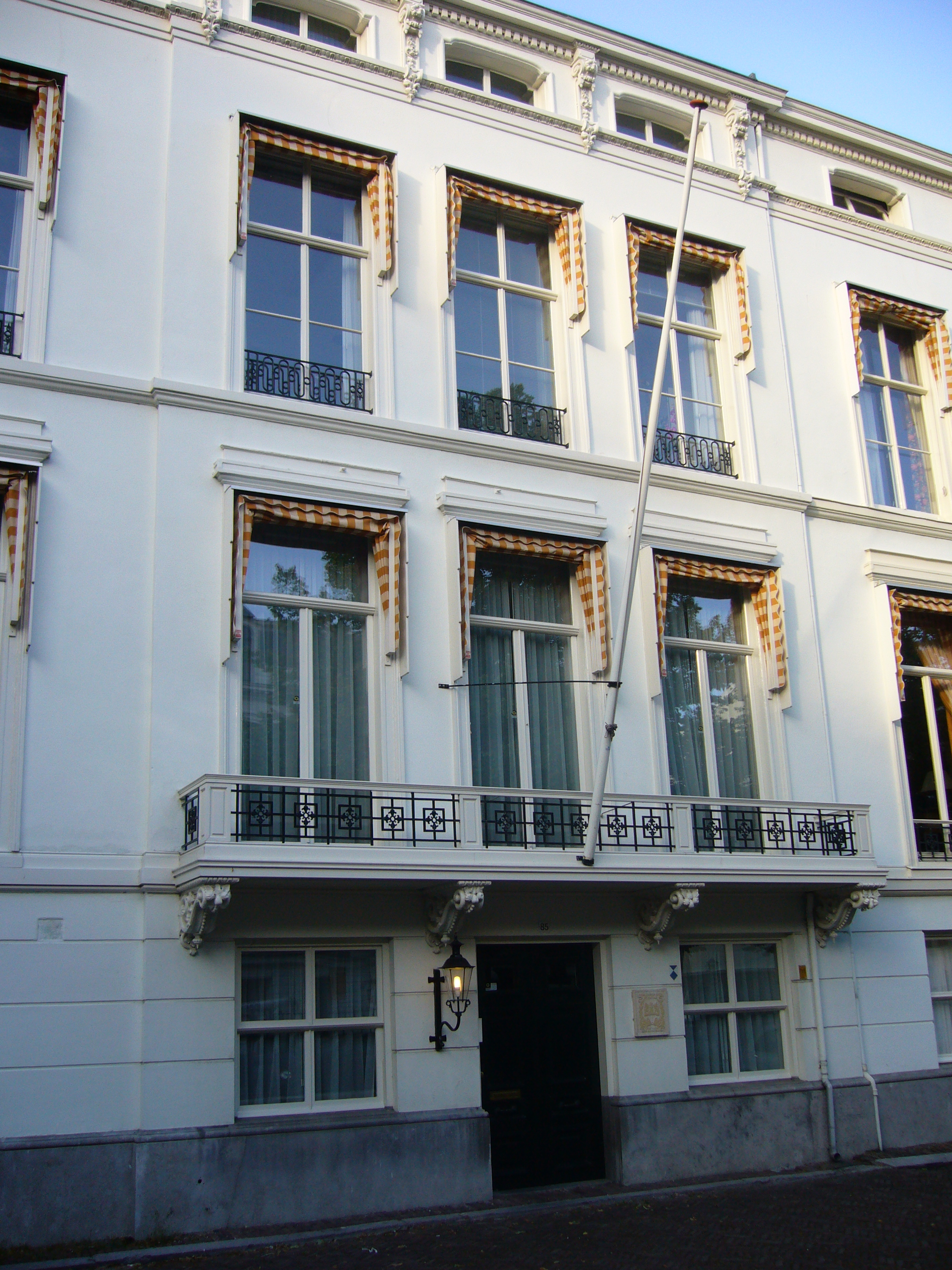
Zeestraat 85

Johannes Jacobus Delia (1816 - 1898) was een architect in Den Haag.
Delia is verantwoordelijk voor de bouw van veel huizen in het Willemspark. Zijn partner was zijn zwager, meester-timmerman Cornelis Krulder. Zelf woonden zij in twee losstaande huizen: Alexanderstraat 1 en 2.

## Stadsuitbreiding
Toen Willem II koning werd, kocht hij een stuk grond net buiten de stadssingels en liet er het Willemspark aanleggen en de stallen aan de Nassaulaan. Ook wilde hij de stadsuitbreiding stimuleren. Hij liet onder meer in 1842 de Thermische Badinrichting in de Zeestraat bouwen. Toen hij in 1849 overleed, liet hij veel schulden na. 
De twee zwagers kochten in 1852 de Badinrichting in de Zeestraat, braken die af en bouwden daar enkele huizen. In 1858 kocht Delia samen met zijn zwager en Johannes Jacobus Nieuwenhuijzen (spiegelmaker) de eeuwenoude Noordmolen op de hoek van de Zeestraat en de Sophialaan, braken die af en bouwden er een zestal huizen, die iets terugspringen omdat de Haagse Beek er voor liep. De huizen werden verhuurd en werden al snel het 'rijkeluishofje' genoemd. Het hoekpand werd een pension en heet tegenwoordig Hotel Carlton Ambassador.
De verhuur aan rijke mensen beviel de zwagers zo goed, dat zij hierna nog een aantal huizen voor de verhuur bouwden.

## Willemspark
Toen de gemeente in 1855 het Willemspark verkocht, slaagde Delia erin zeven percelen te bemachtigen. In 1859 werd begonnen met de bouw van de huizen in de Alexanderstraat, inclusief de twee losstaande villa's op nummer 1 en 2 waar hij en zijn zwager gingen wonen. 
Op het Plein 1813 bouwde Delia een huis voor Dr A. Vrolik, voormalig minister van financiën. De eerste steen werd gelegd op 4 juli 1864. Er was een heel diepe tuin die doorliep tot de tuin van Delia. Vrolik woonde er tot 1882, vanaf 7 augustus 1883 woonde Dr R Baumgarten er en in 1886 werd het verkocht aan Mr C.Th.F. Thurkow (1850-1919). De familie Thurkow bleef eigenaar van het huis totdat het Verenigd Koninkrijk het in 1984 als residentie voor de Britse ambassadeur aankocht.

## Overzicht
Buiten de singels
- Alexanderstraat: alle huizen tussen het Plein 1813 en de Mauritskade
- Plein 1813: nr 1 (voor Dr Vrolik, nu residentie Britse ambassadeur)
- Sophialaan: huidige Hotel Carlton Ambassador, residentie Italiaanse ambassadeur
- Zeestraat: Rijkeluishofje
- Zeestraat hoek Javastraat: twee huizen die in 1929 werden afgebroken. Er werd door architect Henk Wegerif een flatgebouw neergezet, dat later Ministerie van Sociale Zaken werd en nu flatgebouw Willemspark is.
- Javastraat (naast bovengenoemde twee huizen): drie huizen

Binnen de singels
- Mauritskade: 19 - 33
- Oranjestraat: 4 - 10
- Parkstraat: 6 - 18; op nummer 6 was later kleermakerij Gebroeders Domhoff gevestigd.
- Amaliastraat: 2 - 16